# Вагенкюль
Ва́генкюль (нем. Wagenküll), также мыза Та́агепера (эст. Taagepera mõis) — рыцарская мыза (имение) в уезде Валгамаа, Эстония. Расположена на территории деревни Таагепера. Согласно историческому административному делению находилась на территории прихода Хельме уезда Вильяндимаа.

## История мызы
Первые упоминания о мызе Вагенкюль относятся к XVI веку. Во времена принадлежности этой территории Задвинскому герцогству и Швеции мыза принадлежала семейству Ребиндеров. В 1674 году она была продана шведу Отто фон Штакельбергу. К 1819 году мыза пришла в упадок и была продана Бернхарду Генриху фон Штрику, последним её владельцем до земельной реформы 1919 года был его правнук Хуго фон Штрик (Hugo von Stryk).

## Главное здание
В 1820-х годах был выстроен центр мызы с обычным одноэтажным главным зданием (господским домом) и несколькими хозяйственными постройками. В 1904 году господский дом сгорел, и Хуго фон Штрюк решил выстроить новый особняк в югендстиле с мансардой. Однако всего через пару лет сгорел и этот дом. Вместо него по проекту рижского архитектора немецкого происхождения Отто Вильдау (Otto Wildau) в 1907–1912 годах было возведено величественное здание, являющееся одной из вершин архитектуры модерн в Прибалтике.
В 1920-х годах замок был переоборудован под санаторий, каковым и являлся до 2000 года.
27 сентября 1999 года замок Вагенкюль (Таагепера) был признан исторической достопримечательностью Эстонии и внесён в Государственный регистр памятников культуры. С 2002 года в замке работает гостиница (32 номера, 100 мест).
В 2006 году почтой Эстонии выпущена марка с изображением замка.
В 2010 году замок Таагепера был выставлен на продажу на финском портале недвижимости jokakoti.fi за 3,5 млн евро.
К 2018 году замок был полностью реновирован, и летом в его помещениях открылись ресторан и отель с историческим немецким названием Wagenküll, а также спа-комплекс.
Замок Таагепера является популярным местом бракосочетаний: в 2009 году там сыграли 33 свадьбы, а в 2008—2010 годах он три раза подряд становился «Лучшим местом для свадьбы с лучшей кухней» (в Эстонии) по версии портала pulmad.ee.

## Мызный комплекс
В Государственный регистр памятников культуры Эстонии внесены 15 объектов мызного комплекса Таагепера:

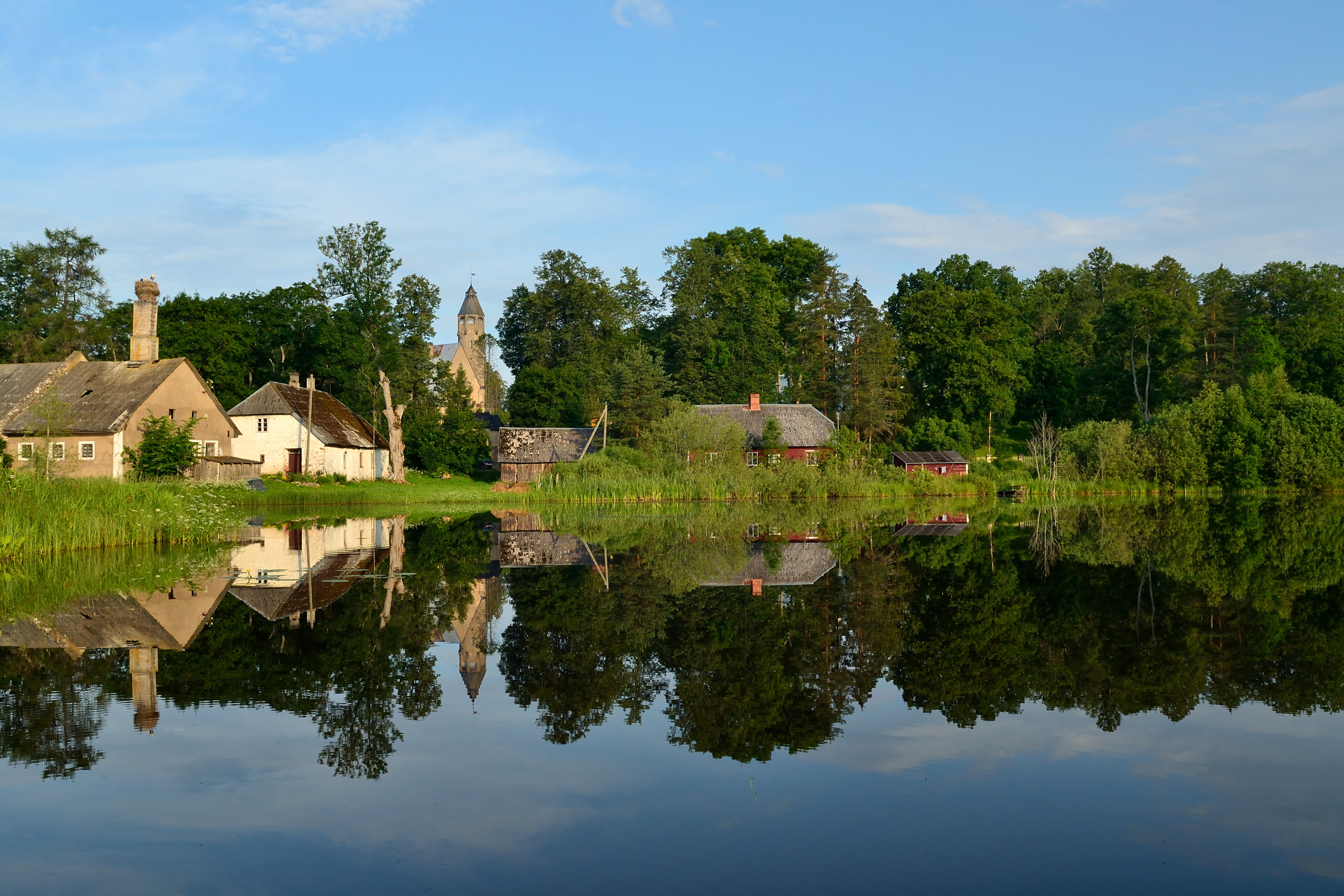
Озеро Таагепера и общий вид на мызу

- главное здание мызы (замок Вагенкюль),
- мызный парк и аллеи,
- мызная ограда и ворота,
- дом управляющего. Построен в конце 19-го или начале 20-го столетия. Небольшой деревянный дом с двускатной крышей на фундаменте из бутового камня. На переднем фасаде выделяется веранда, расположенная асимметрично относительно центральной оси фасада. При инспектировании 12.06.2018 состояние дома признано хорошим[13];
- дом прислуги,
- колодец-насосная станция,
- птичий дом,
- ледяной погреб,
- погреб,
- конюшня. Длинное строение из бутового камня, проёмы которого выложены красным кирпичом, перекрыто высокой полувальмовой крышей. Здание состоит из двух частей; более широкая западная  часть, вероятно, старше восточной. В стене восточной части строения есть камень с выбитым на нём годом 1890. В здании в настоящее время работает рукодельная мастерская. При инспектировании 23.04.2021 состояние здания признано удовлетворительным[14];
- школьное здание. Было построено для обучения детей работников мызы. Одноэтажное бревенчатое здание с  полувальмовой крышей, по горизонтали обшитое досками. Точное время строительства неизвестно. К настоящему времени приспособлено под жилой дом. При инспектировании 12.04.2019 состояние дома признано удовлетворительным[15];
- дом кучера,
- водяная мельница,
- дом батраков,
- хлев.

## Галерея

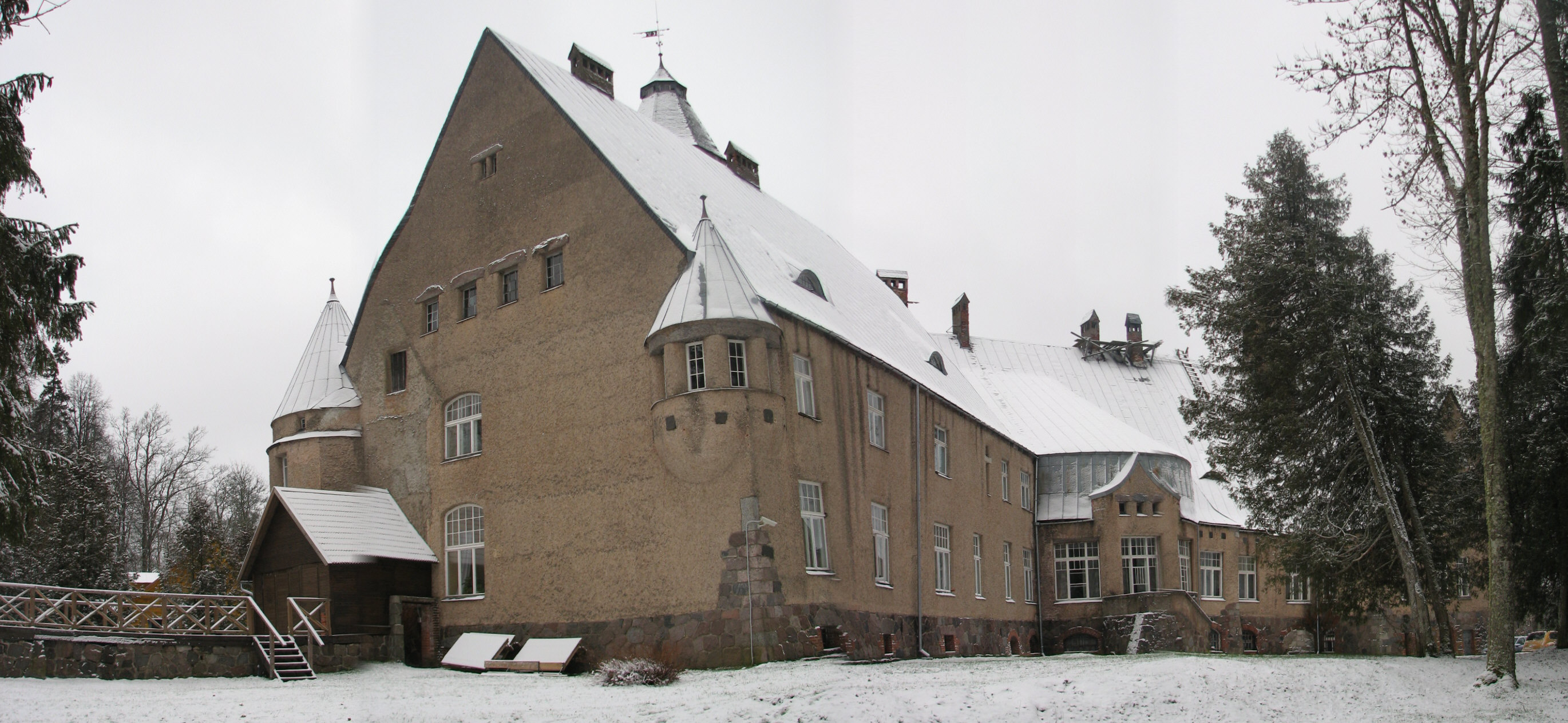
Задний фасад замка Вагенкюль (Таагепера)
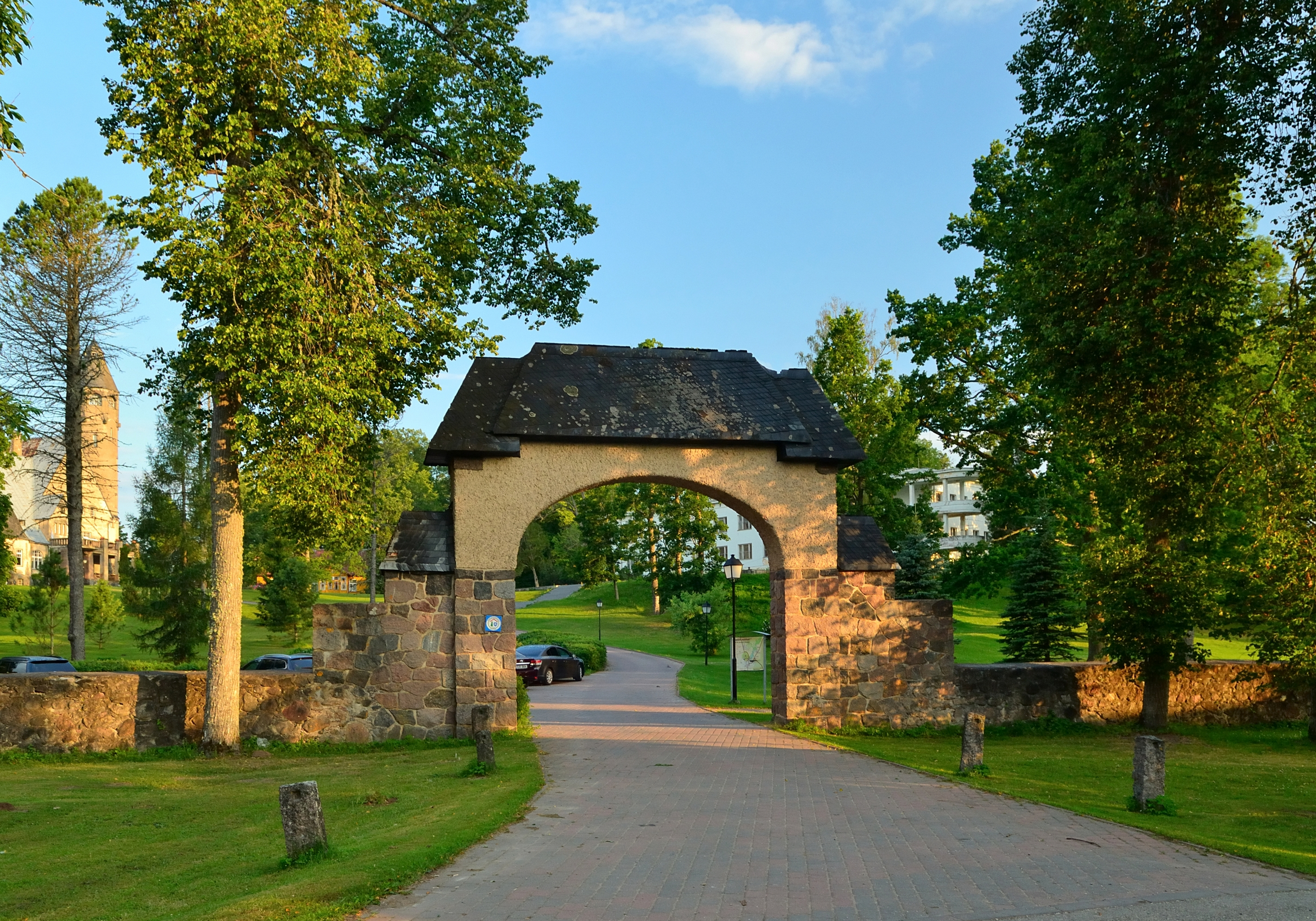
Ограда и ворота мызы
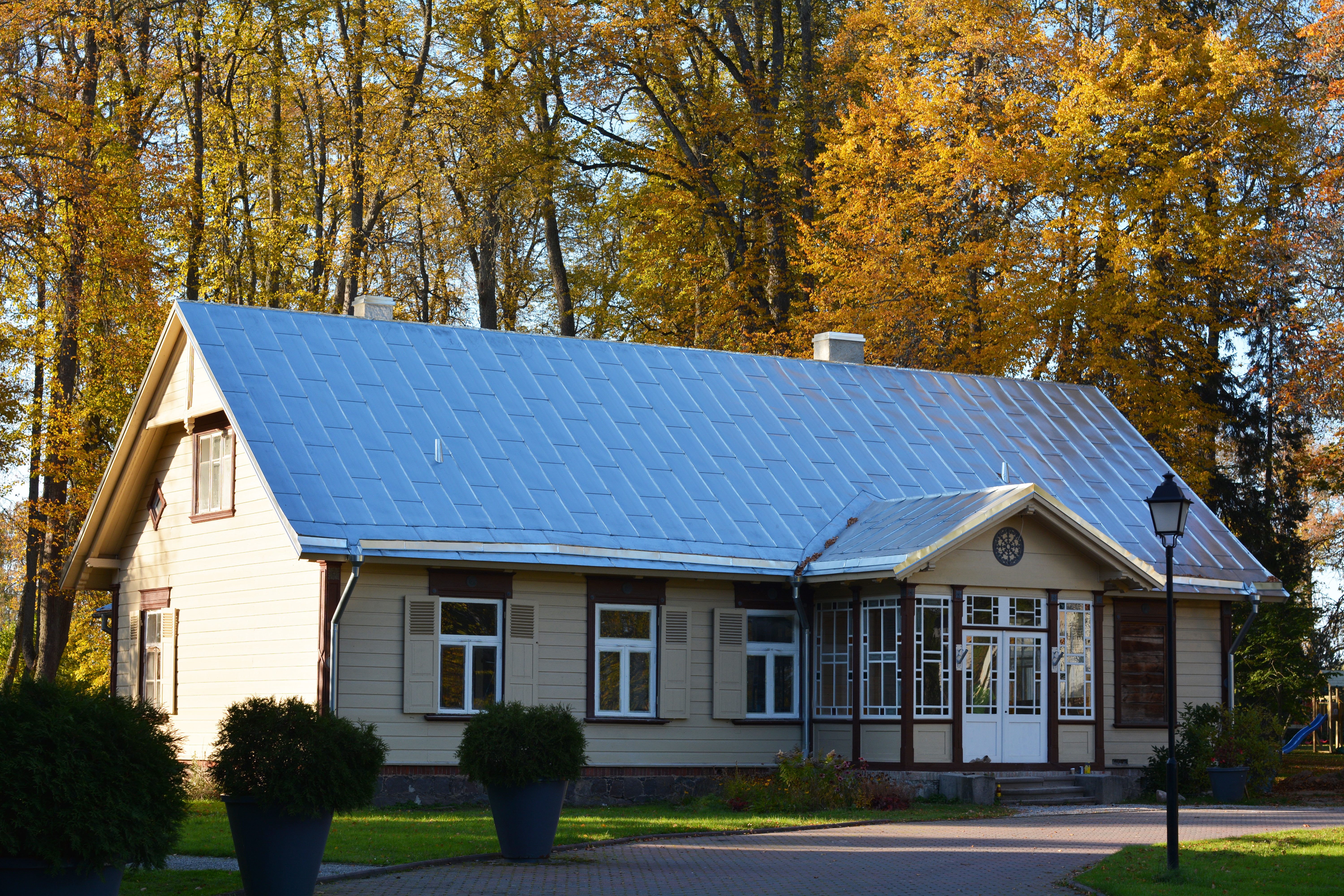
Дом управляющего мызой
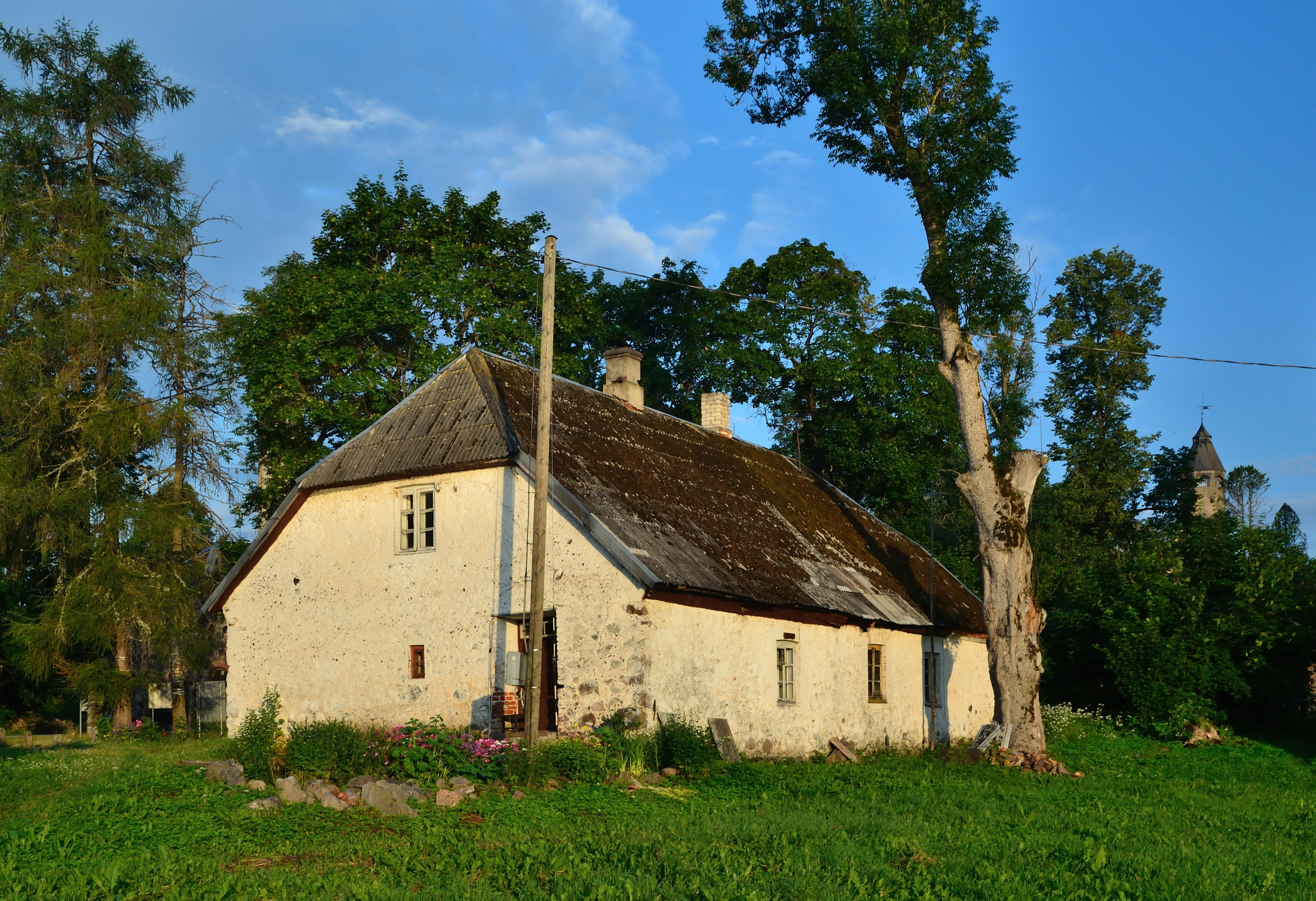
Дом кучера
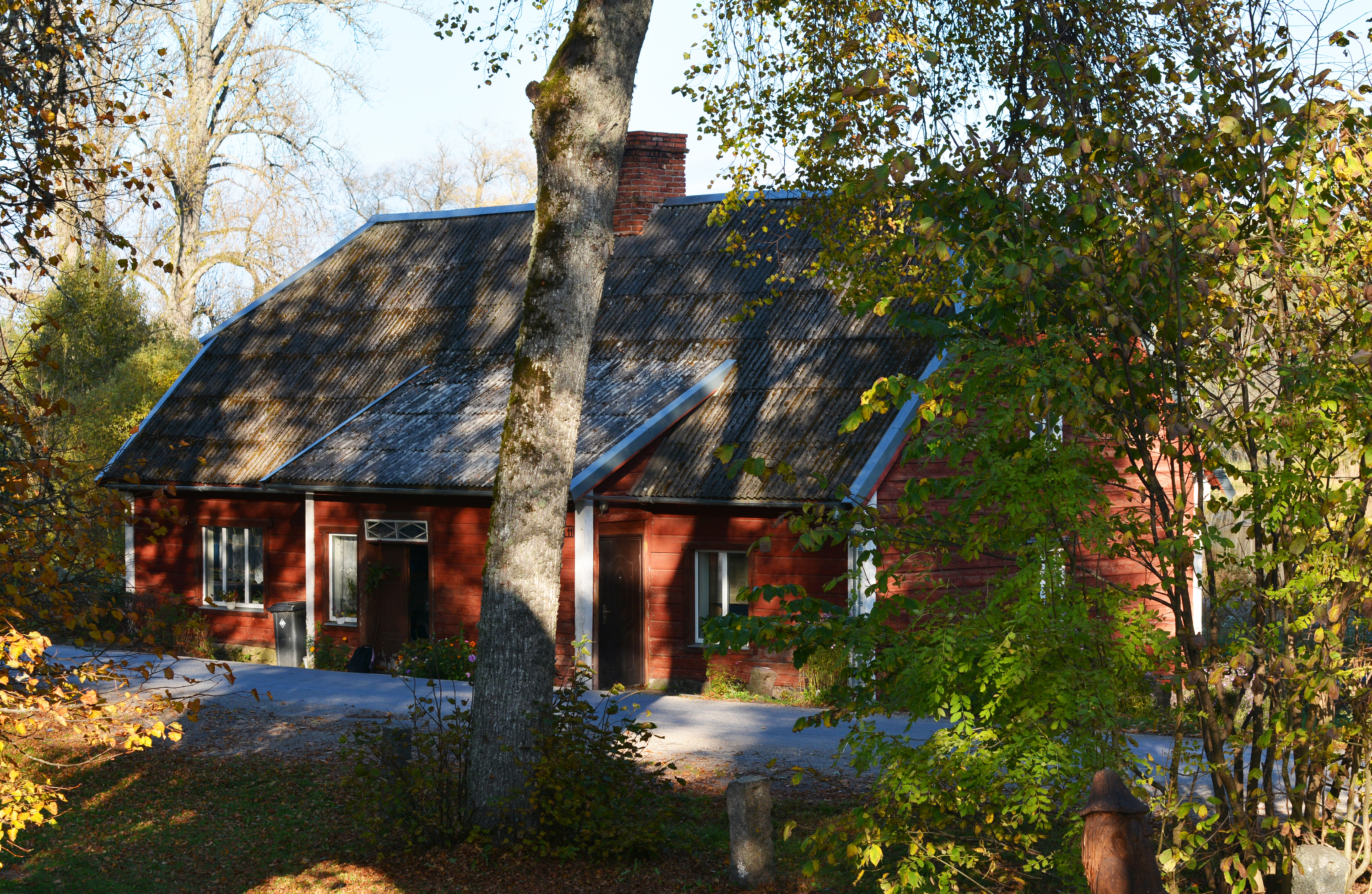
Школа
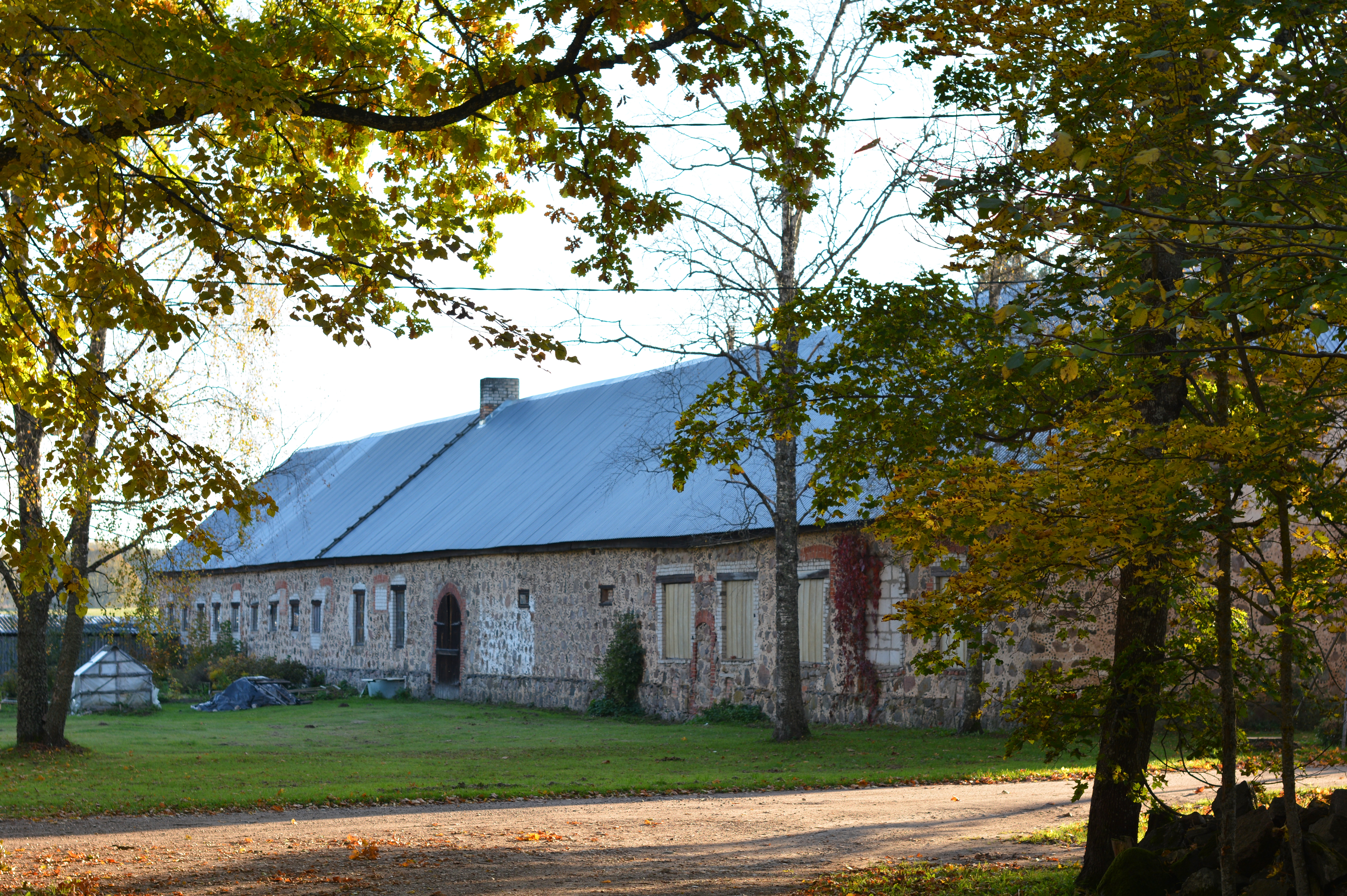
Хлев
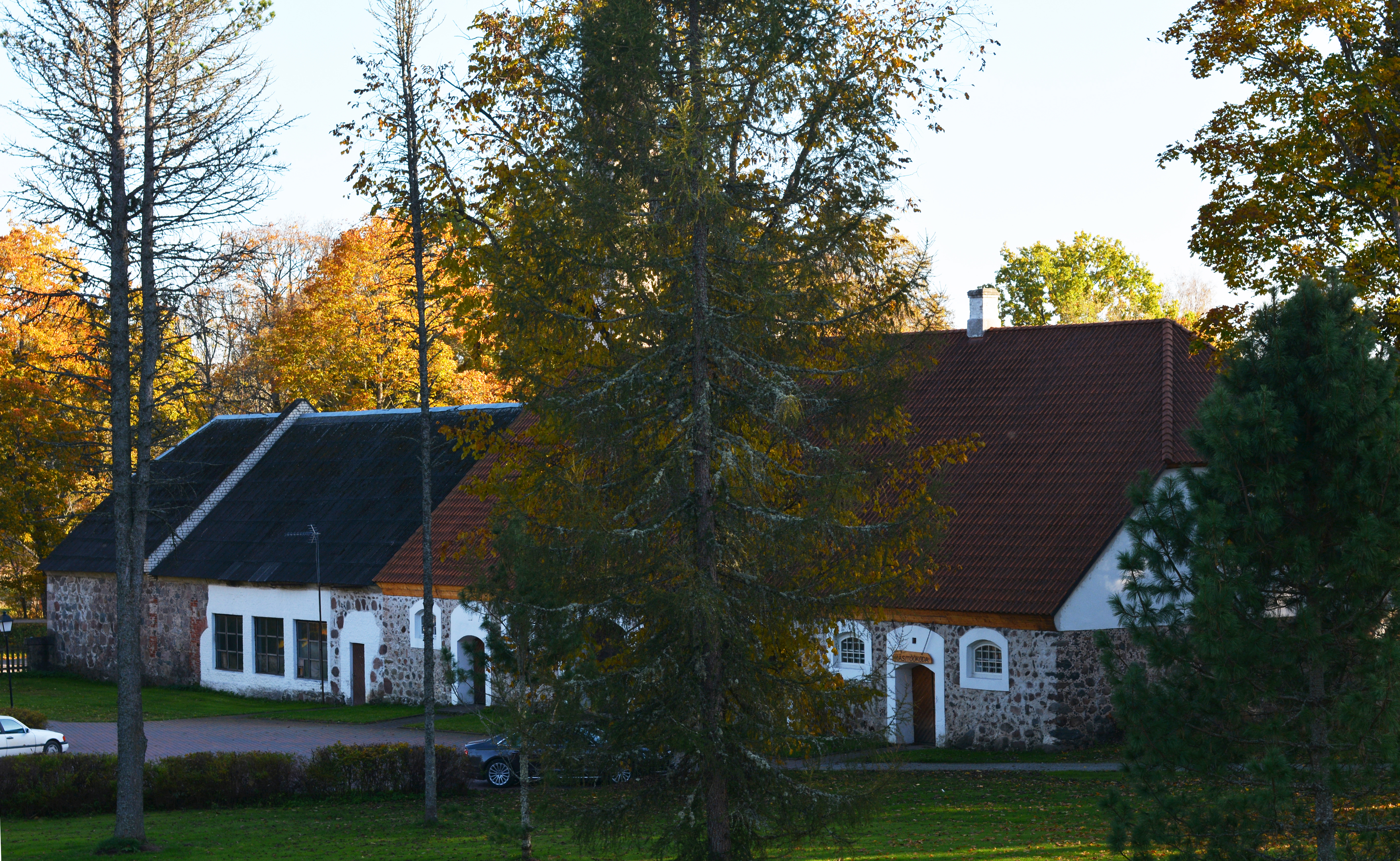
Конюшня
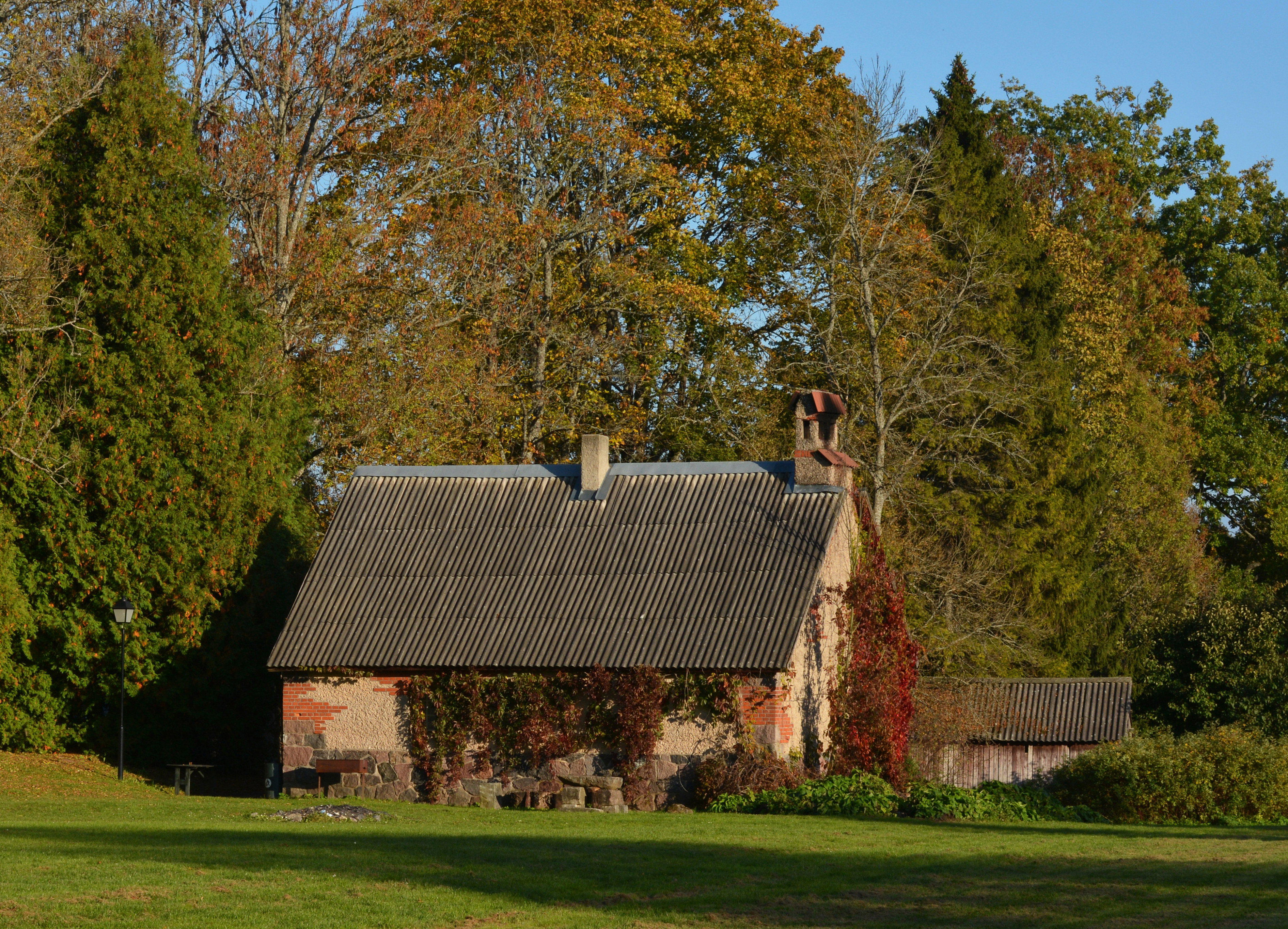
Колодец-насосная станция
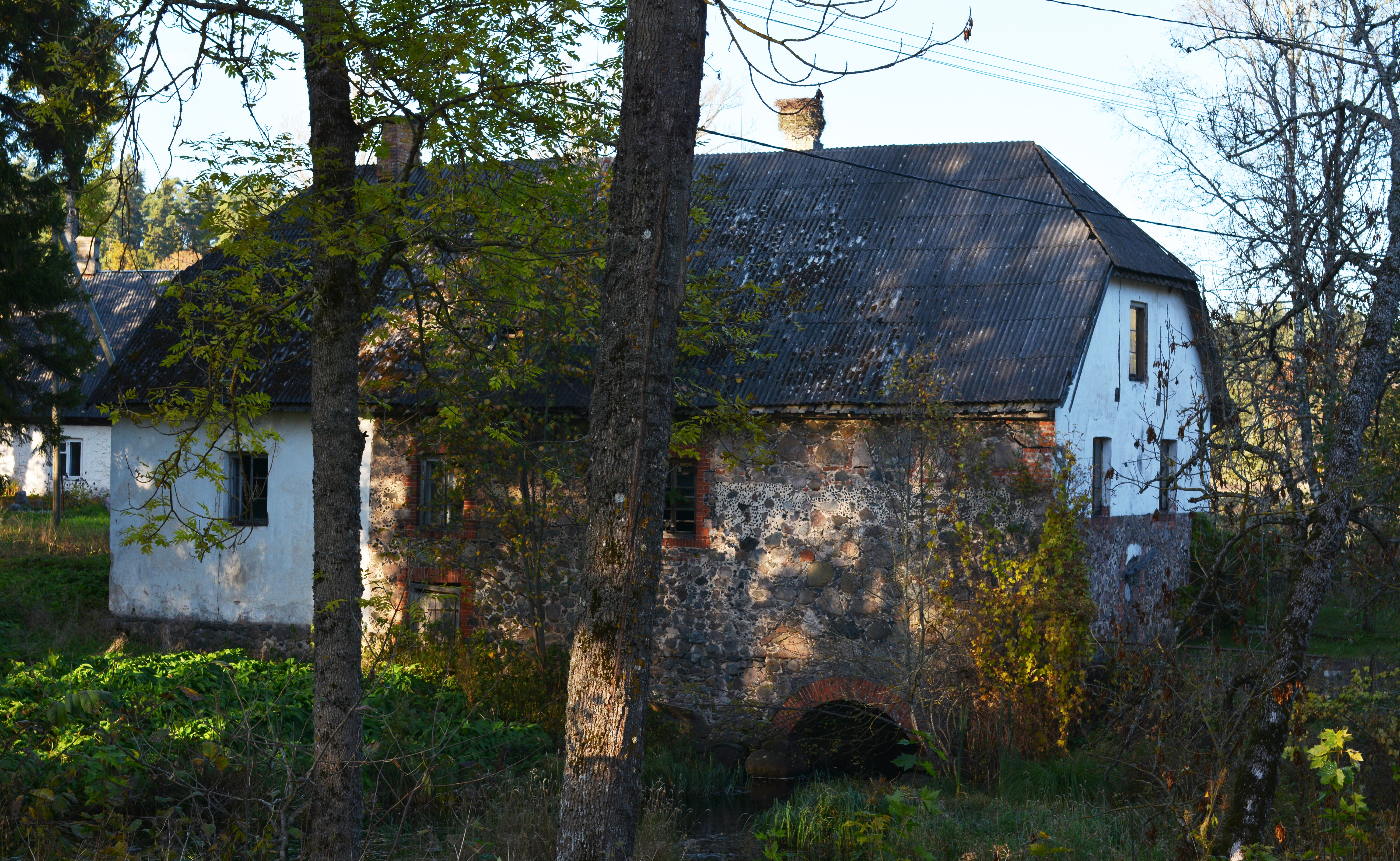
Водяная мельница
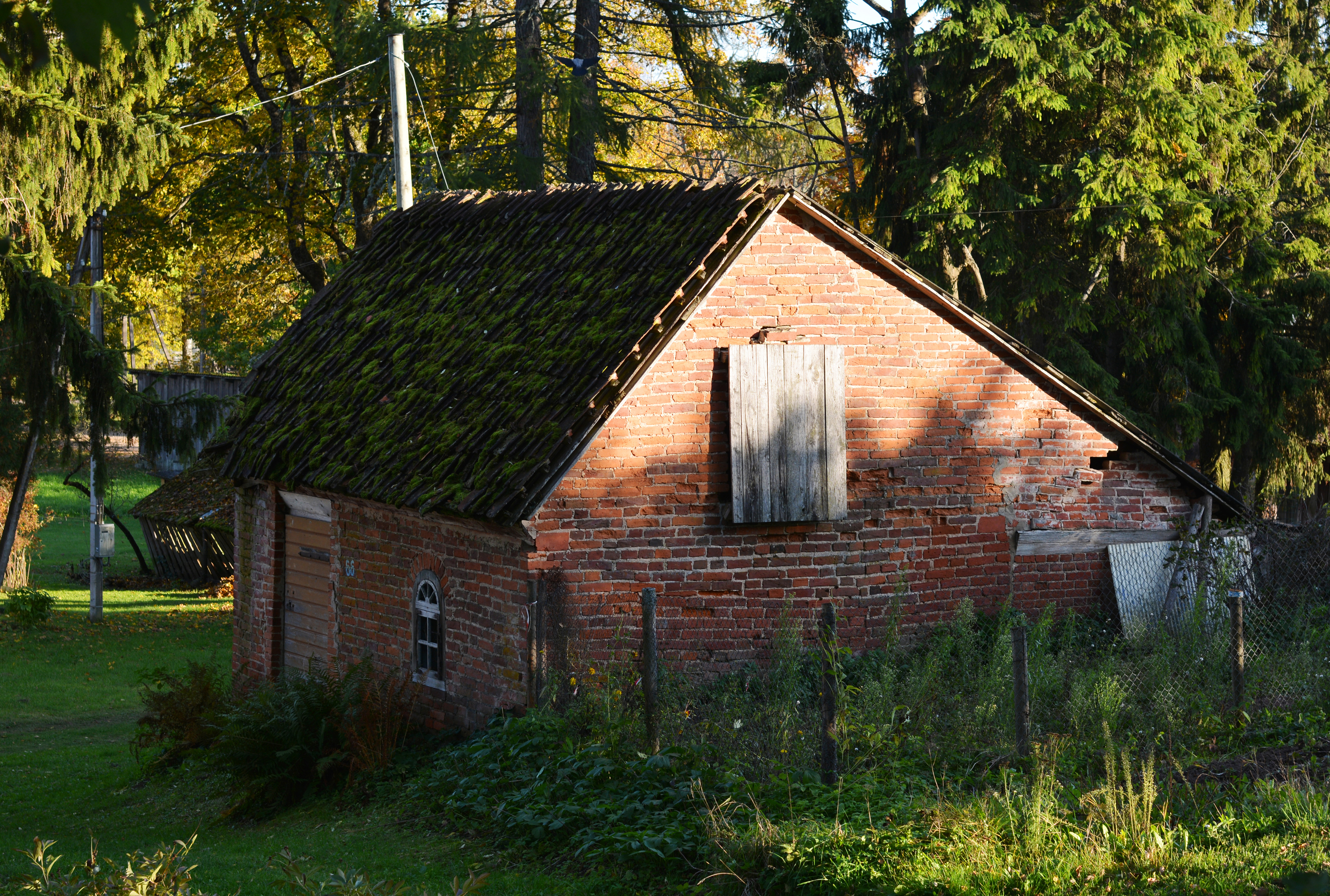
Погреб